# رود سنو
رود سنو هو لاعب اتحاد الرغبي كندي، ولد في 1 مايو 1970 في Bonavista, Newfoundland and Labrador ‏ في كندا.

## وصلات خارجية
- رود سنو عل موقع إسبنسكروم (الإنجليزية)
- رود سنو على موقع ItsRugby.co.uk (الإنجليزية)